# Fiat Punto HGT Abarth
La Fiat Punto HGT Abarth (numero progetto 188) è un'evoluzione della versione HGT, prodotta dalla Fiat Auto dal 2000 al 2003 e offre miglioramenti estetici e aerodinamici rispetto alla HGT da cui è derivata.

## Profilo

### Equipaggiamento
Equipaggiamento estetico in più rispetto alla HGT:
- paraurti più profondi e ridisegnati (ricordiamo che la HGT montava quelli della Punto 3 porte originali);
- spoiler specifico;
- minigonne laterali specifiche con loghi Abarth (la HGT montava minigonne tradizionali);
- cerchi in lega specifici (la HGT montava i cerchi tradizionali da 15);
- finiture sportive all' interno;

Così come l'HGT, l'HGT Abarth è disponibile solo con carrozzeria a 3 porte. Il bagagliaio è invariato, a 3 porte è di 264 dm3 e di 1080 con il divanetto posteriore abbattuto.

### Fine produzione
All'inizio del 2003, precisamente verso la primavera, la Punto HGT Abarth esce di produzione, dopo quasi 3 anni di produzione.

### Eredità
La Punto HGT, versione della Fiat Punto da cui deriva la corrispondente versione  Abarth, ne prende il posto nel 2003, anno in cui, assieme a tutta la gamma Punto, subisce il restyling di mezz' età.
Il suo vero successore è la Abarth Grande Punto del 2007.

### Motore
Invariato il motore rispetto alla HGT, il noto 1747 cm³ VFD già in uso su altri modelli del gruppo Fiat come sulla Barchetta, da 130 CV e sulla Punto HGT da cui deriva.
Il cambio è manuale a 5 marce, in alternativa si può avere la trasmissione Speedgear CVT, che consente anche un funzionamento da sequenziale a 6 marce.
| Modello | Motore                      | Cilindrata | Emissioni CO2 (g/kg) | Coppia                | Potenza                        | 0-100 (km/h) s | Velocità massima (km/h) | Consumo medio(km/l) |
| 1.8 16v | 4 cilindri in linea benzina | 1747       | 197                  | 184 Nm @4300 giri/min | 96 KW (131 CV) a 6300 giri/min | 8,6            | 205                     | 12.0                |